# Julien Vallou de Villeneuve

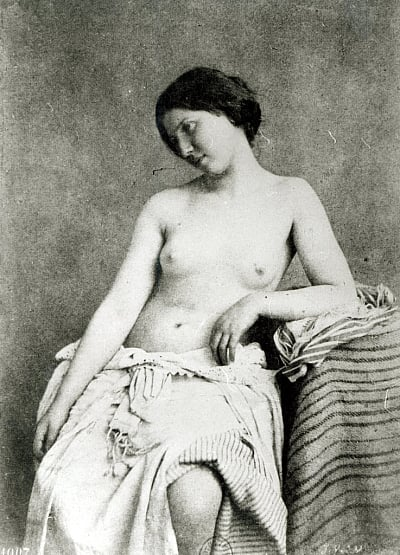
Julien Vallou de Villeneuve,1850

Julien Vallou de Villeneuve (Boissy-Saint-Léger, 12 de desembre de 1795 - París, 4 de maig de 1866) va ser un pintor, litògraf i fotògraf francès.

## Vida i obra
Vallou de Villeneuve va estudiar amb Jean-François Millet i va començar la seva carrera al Saló de 1814, exposant imatges que representaven la vida quotidiana, la moda, el vestuari regional i els estudis del nu. El 1826 va mostrar al Saló "Costumes des Provinces Septentrionales des Pays-Bas".  El 1829 va publicar litografies de Types des Femmes. El 1830, amb Achille Deveria i Numas, Maurin i Tessaert, va contribuir al compendi de l'eròtica Imagerie Galante (París 1830). Va desenvolupar un seguiment internacional per a la seva sèrie eròtica litogràfica de mida de foli de 1839 Les Jeunes Femmes, Groupes de Tetes, que representava episodis atrevits de la vida de dones joves i els seus amants.
A partir de 1842, Villeneuve es va dedicar a la fotografia, poc després de la seva invenció, com a complement i ajuda a la seva obra gràfica,  produint alguns daguerrotips però predominantment impressions de paper salat de tons suaus a partir de negatius de paper que van permetre el retoc que va emprar per a donar un efecte artístic. Seguint el mètode d'Humbert de Molard, va arreglar les seves estampes amb amoníac que evitava el blanqueig dels reflexes provocats en les estampes de sal per tiosulfat de sodi, i així de passada assegurava la permanència arxivística de les seves estampes, que perviuen avui dia. Va tenir moltes de les seves impressions fetes per un fotolitògraf Rose-Joseph Lemercier (1803–1887). El 1850 de Villeneuve va obrir un estudi fotogràfic al número 18 de la Rue Bleue, París, on els seus temes eren "estudis acadèmics",  petites impressions de nus com a models per als artistes. Va imprimir una sèrie d'aquests estudis com "Etudes d'apres nature",  i molts van ser publicats a La Lumiere. revista de la Society Francaise de la Photographie.  També hi havia un mercat preparat per a les seves fotografies d'actors coneguts amb vestits complets posant contra l'escenari teatral.
El 1851 es va unir a la primera, però de curta durada (1851–1853), organització fotogràfica del món, la Société héliographique.  De 1853 a 1854 va ser membre fundador de la Société française de photographie (SFP) que la va substituir.

## Vallou de Villeneuve i Courbet
El pintor realista Gustave Courbet va conèixer les fotografies de Vallou de Villeneuve pel també artista Alfred Bruyas durant la dècada de 1850 i les va utilitzar com a material de recerca per a les seves pintures,  en particular L'Atelier (1855) i Les Baigneuses (1853).  El 1954, la 27a Biennal de Venècia va presentar una gran retrospectiva dedicada a Gustave Courbet;  una de les primeres grans exposicions dedicades al pintor. Germain Bazin i H
elene Adhémar (conservador, Departament de Pintures del Louvre) van ser els comissaris de "Un nou segle de visió" que va donar un lloc essencial a les creacions artístiques del Segon Imperi. Jean Adhémar, comissari, va subratllar que "els primers fotògrafs són gairebé tots pintors, sobretot sota Napoleó III". La secció sobre "Els temps de Courbet, Manet, Nadar" era de les més riques tant pel nombre d'obres presentades -quaranta- com pel ventall de les seves temàtiques: articulava el paral·lelisme entre la visió realista del pintor i el fotògraf. Aquest va ser, doncs, el primer a intentar identificar el model a la fotografia de nu sol·licitada per Courbet de Bruyas i esmentada per primera vegada per Pierre Borel el 1922. Un nu de Jacques Moulin (també exposat) havia estat relacionat anteriorment amb el model a L'estudi de l'artista (L'Atelier du peintre): "una autèntica al·legoria d'una fase de set anys en la meva vida artística i moral" (1855), evocant la similitud dels models. Però dues fotografies de Vallou Villeneuve, exposades a la mateixa secció, on la model Henriette Bonnion  posa en una actitud semblant a la de Banyistes (1853) i L'estudi de l'artista de Courbet ho demostraven (com estudis posteriors han confirmat), que el model de Vallou i no el de Moulin va ser utilitzat per Courbet.

## Vida posterior
L'any 1855 Vallou de Villeneuve donà els seus gravats a la Société française de photographie (SFP). No es registrà cap fotografia seva després d'aquesta data i va morir a París onze anys després. Vallou de Villeneuve està enterrat al cementiri de Père Lachaise (31a divisió, 1a línia, U 33).

## Galeria

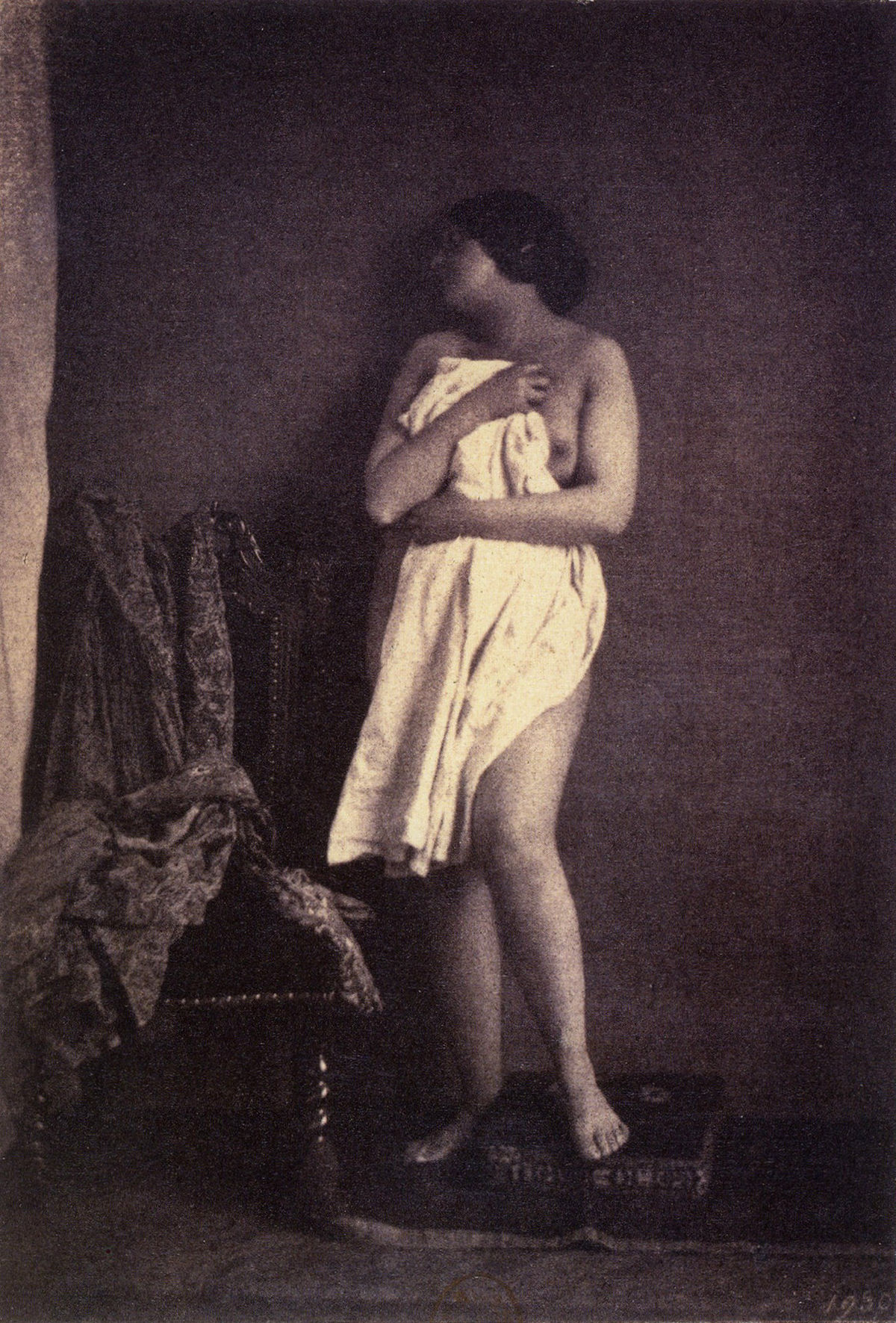
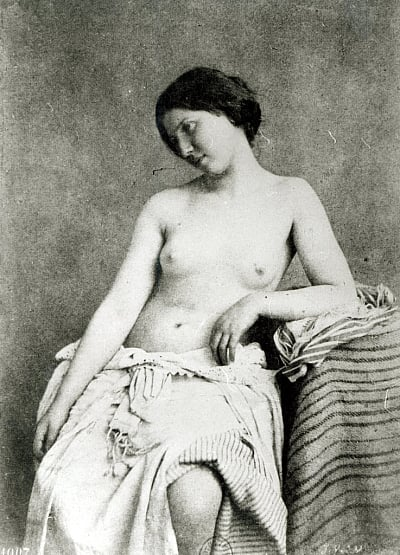
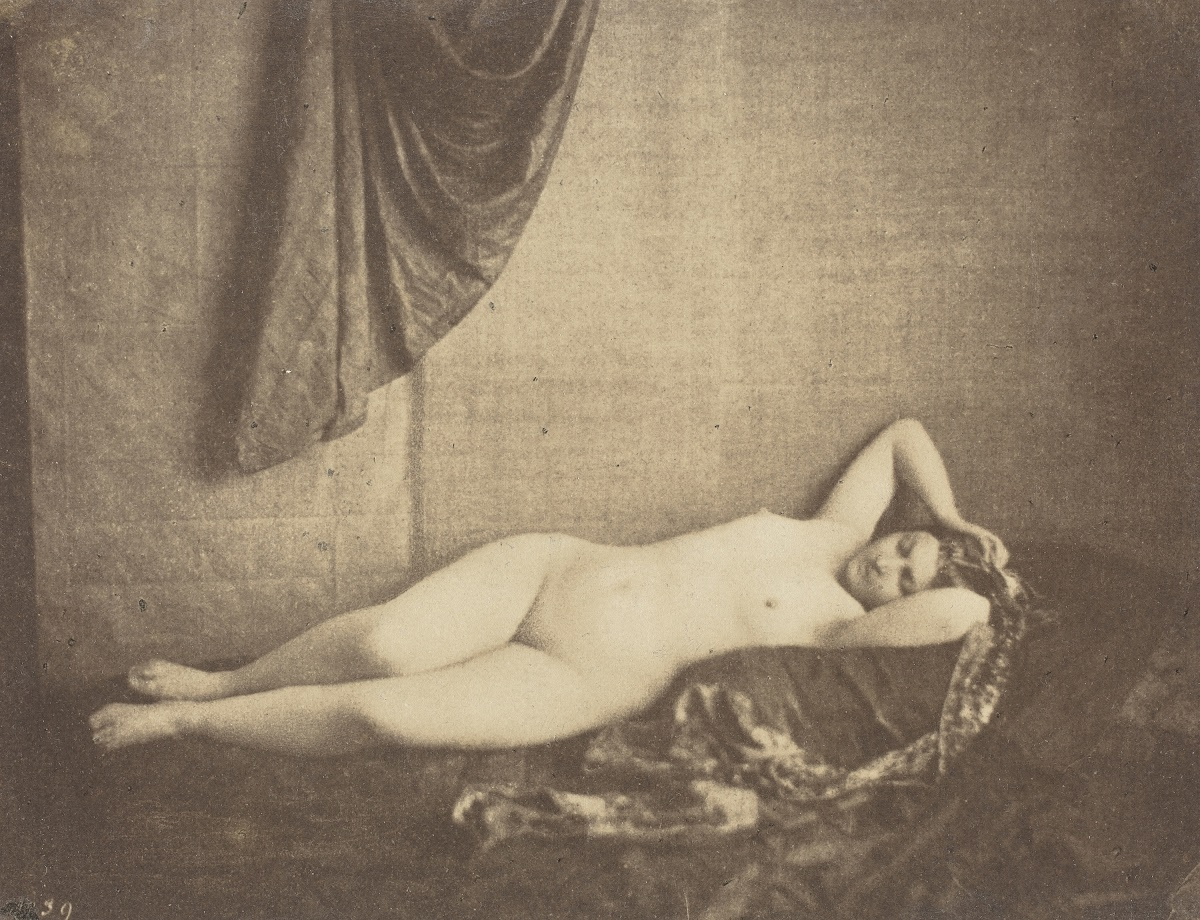
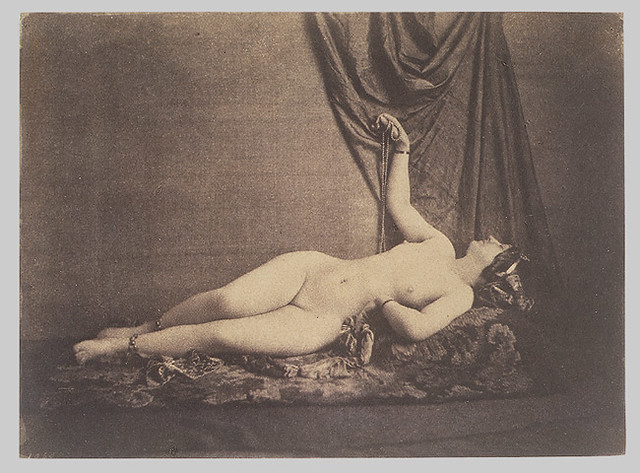
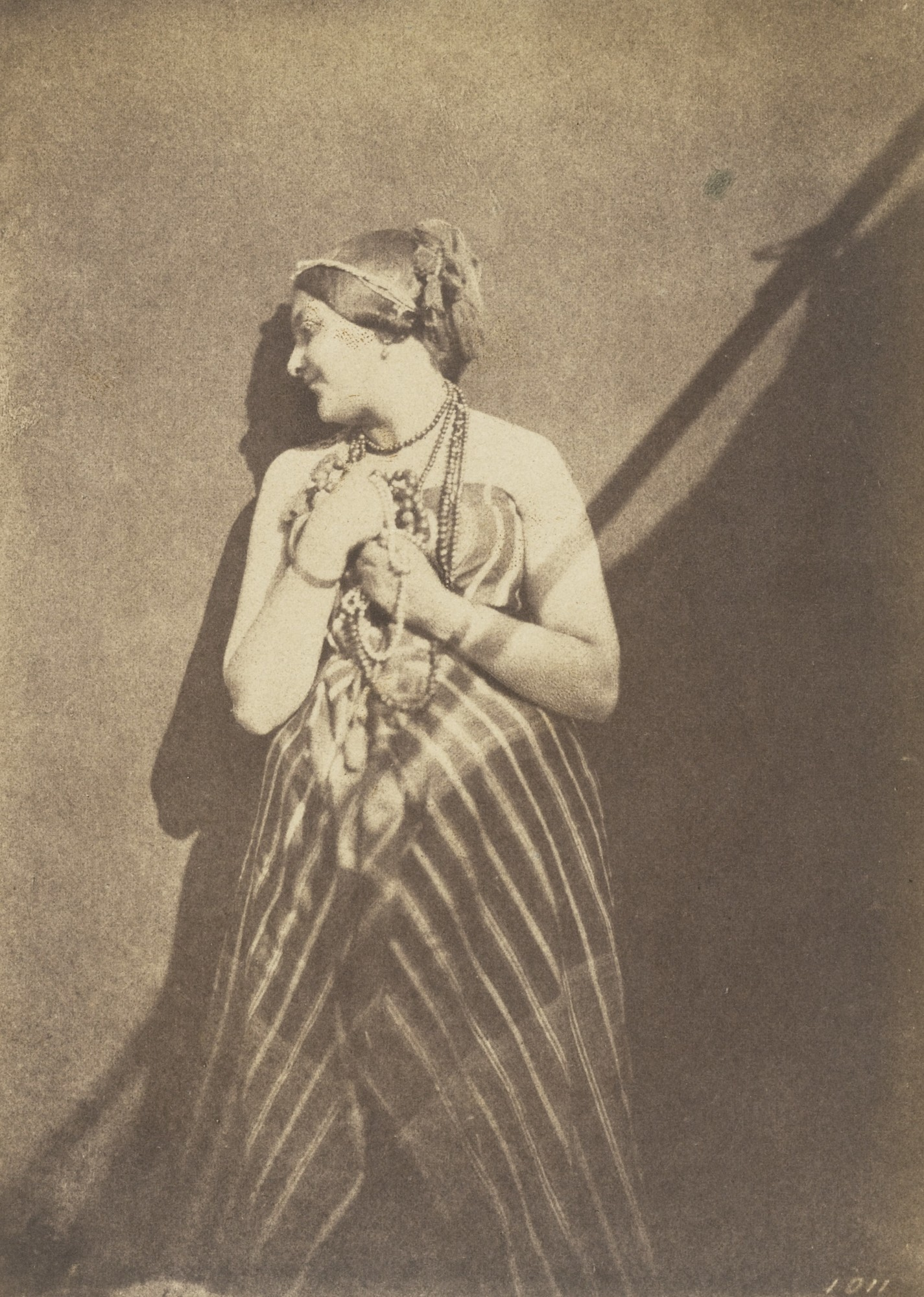
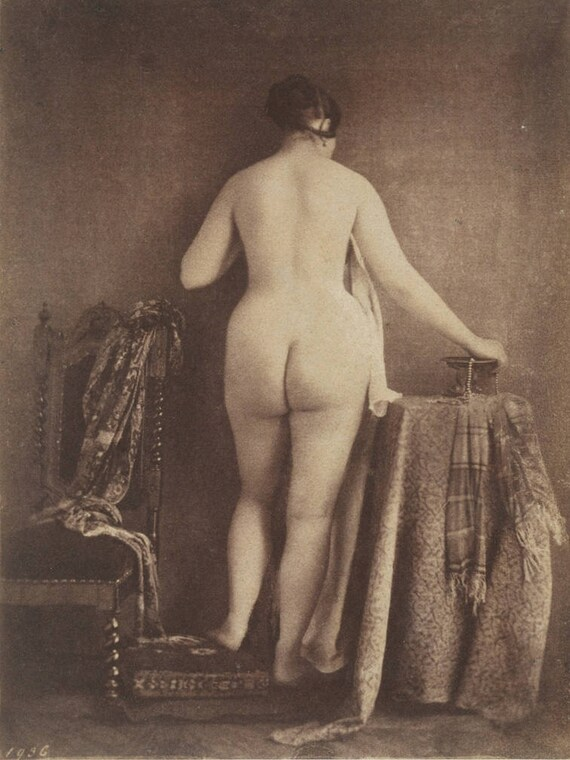
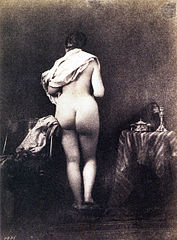
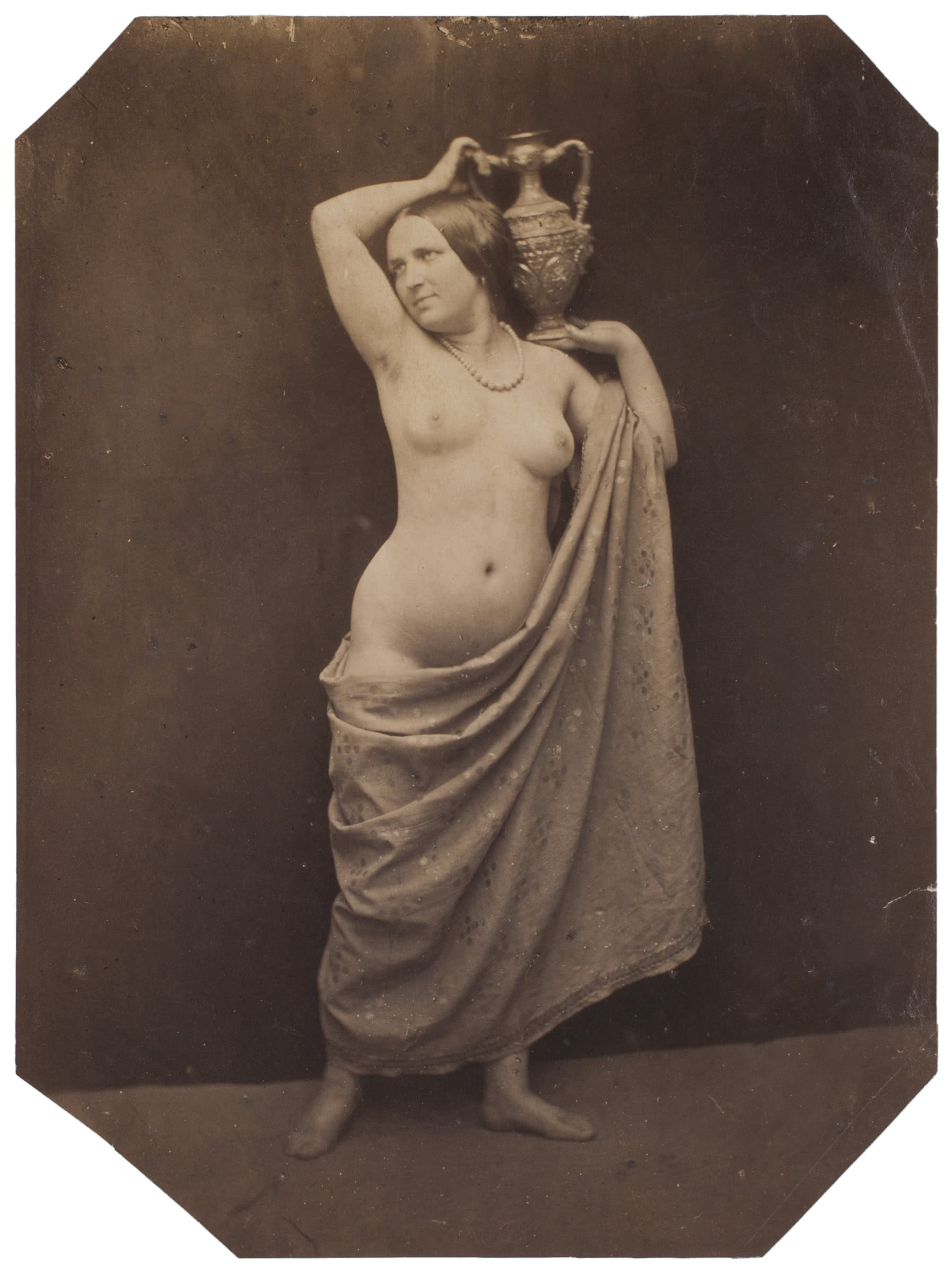